# Jöns Roos
Jöns Roos troligen född 1791, död 1881, var en svensk möbelmålare och allmogemålare.
Han var far till småbrukaren och allmogemålaren Jakob Roos. Jöns Ross var bosatt och verksam i Listarum, Smedstorp socken. Mycket lite är känt om hans liv men desto mer uppgifter finns det om de målningar han utförde. Hans huvudsysselsättning var möbelmålning men han utförde även målning på en mängd skäktträ. Han arbetade som ambulerande målare i sydöstra Skåne och var ofta inhyst på de gårdar han utförde målningsarbeten. Han använde sig ofta av en grön eller grågrön bottenfärg och i dekoren ingick färgen gul som vid den tidpunkten var ovanlig i det skånska allmogemåleriet och han var även tidig med att introducera rosor och pingstliljor som motiv.  